# آرثر هيوز (لاعب كرة قدم)
آرثر هيوز (بالإنجليزية: Arthur Hughes)‏ هو لاعب كرة قدم ومدرب كرة قدم بريطاني، ولد في يوليو 1884 في ويلز في المملكة المتحدة، وتوفي في 1970. لعب مع Chirk AAA F.C. ‏.